# Lucy Soulsby
Pour les articles homonymes, voir Soulsby.
Lucy Helen Muriel Soulsby (18 juillet 1856 - 19 mai 1927) est une directrice d'école britannique. Elle dirige l'Oxford High School for Girls de 1887 à 1897. Elle s'est notamment opposée au suffrage féminin et aux diplômes universitaires féminins, et se prononce en faveur d'une éducation différenciée pour les filles, qui les prépare à leur condition d'épouse et de mère.

## Biographie
Soulsby naît à Londres en 1856. Elle est la fille de Susan Sybilla (née Thompson), directrice d'école, et de Christopher Percy Soulsby et elle a un frère cadet, Basil. La famille émigre en novembre 1860 en Nouvelle-Zélande et son père prend un poste de fonctionnaire tandis que sa mère ouvre une petite école privée. Son père meurt en 1867 et la famille rentre en Angleterre, d'abord à Londres, puis à Salcombe, dans le Devon, de 1879 à 1884. Lucy est éduquée à domicile, elle participe aux tâches domestiques et aux œuvres paroissiales, dirigeant notamment l'école du dimanche et commence à écrire de petits articles, qui constitueront ultérieurement la base de son ouvrage Work ans Leisure. Elle continue sa formation et réussit les examens d'entrée à l'université de Cambridge en 1876.
En 1885, Dorothea Beale, principale du Cheltenham Ladies' College, lui propose un poste d'enseignante qu'elle occupe pendant deux ans. Elle contribue par un chapitre, « The moral side of education » à l'ouvrage publié par Dorothea Beale en 1898, Work and Play in Girl's School's. Elle devient ensuite, en 1887, directrice de l'Oxford High School succédant à Matilda Ellen Bishop. Elle fait venir Charles Dodgson, plus connu sous son pseudonyme littéraire de Lewis Carroll, comme professeur de mathématiques, et elle introduit l'enseignement de la chimie à l'école.
Soulsby est une amie d'Elizabeth Wordsworth et elle siège au conseil du Lady Margaret Hall de 1889 à 1905, mais elle s'oppose à l'idée que l'université d'Oxford décerne des diplômes aux étudiantes. Elle prend position en 1895 à cet égard, seule membre de la Girls' Public Day School Company à soutenir ce point de vue. Par ailleurs, elle soutient l'idée que les filles ne doivent pas recevoir la même éducation que les garçons mais qu'il s'agit de préparer les élèves à être « de bonnes épouses et de bonnes mères ». Elle quitte l'Oxford High School en 1897.

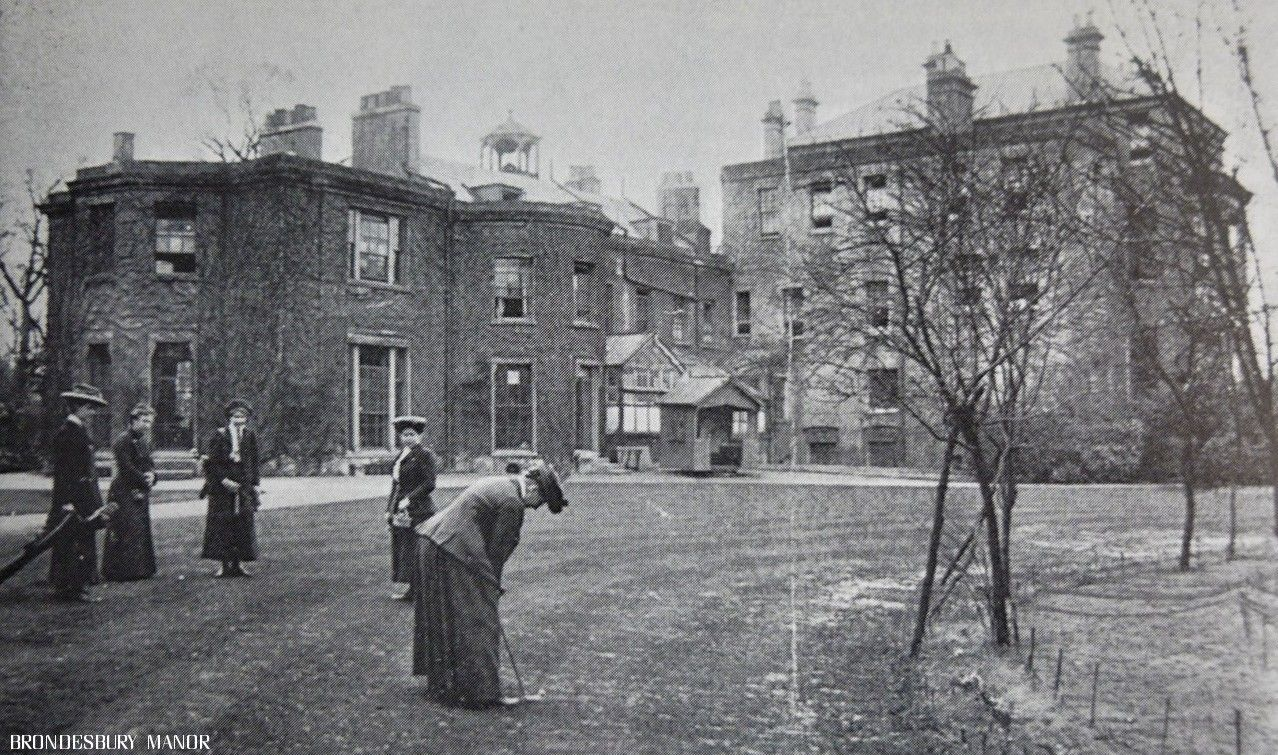
Brondesbury Manor House en 1910

De 1897 à 1915, elle dirige une petite école privée, accueillant tout au plus 40 filles de 15 à 18 ans, au Manor House de Brondesbury. Elle privilégie dans ce cadre l'édification de la personnalité des élèves plutôt que l'acquisition de savoirs académiques, et se soucie de l'éducation de chacune des élèves. Susan Soulsby meurt en 1904, et Lucy publie la même année un recueil d'écrits de sa mère, Home is Best. Elle participe à divers comités durant sa vie active, en faveur des mères ou encore des femmes qui travaillent, et rédige une soixantaine de pamphlets ou livres sur l'éducation des jeunes filles. Son édition révisée en 1914 des Principles of Education, publiés par Elizabeth Missing Sewell (en) en 1865, met l'accent sur la lecture de la Bible, la prière et l'autodiscipline. Elle prend également position contre le droit de vote des femmes.
Lorsqu'elle prend sa retraite en 1915, ses idées sur l'éducation des filles et le droit de vote des femmes sont déjà largement dépassées. Elle voyage beaucoup, en Europe, notamment à Venise, aux États-Unis, en Afrique du Sud et en Égypte, et introduit des éléments d'histoire de l'art et d'architecture dans ses publications.
Elle garde une santé fragile, et meurt à son domicile de Reading, le 19 mai 1927 à 70 ans après plusieurs années de maladie.